# Adrien Baillet
Retrato de Adrien Baillet. Gravura de Dirk Jongman
Adrien Baillet (La Neuville-en-Hez, 13 de junho de 1649 — Paris, 21 de janeiro de 1706) foi um estudioso e crítico literário francês. Atualmente é mais conhecido como o biógrafo de René Descartes.

## Biografia
Ele nasceu na aldeia de Neuville perto de Beauvais, na Picardia. Seus pais eram pobres e só tinham condições de enviá-lo para estudar na pequena escola da aldeia, mas ele recebeu algumas aulas de latim dos frades de um convento próximo, que o colocaram sob a proteção do bispo de Beauvais. Por sua bondade, Baillet recebeu uma educação completa no seminário teológico, e foi posteriormente nomeado para o cargo de professor do colégio de Beauvais. Em 1676 foi ordenado sacerdote e designado para uma pequena paróquia, porém, nem as funções pastorais, nem as canônicas o satisfaziam.
Ao fim de quatro anos o seu amor pelo aprendizado o levou até Paris, onde aceitou em 1680 a nomeação de bibliotecário para o célebre  Chrétien François de Lamoignon, advogado-geral junto ao Parlamento de Paris. Ele elaborou um catálogo raisonné (em 35 volumes) de sua biblioteca, todos escritos com suas próprias mãos.
O restante de sua vida foi passada em incessante e dedicado trabalho; tão forte era sua devoção ao estudo que ele se permitia somente cinco horas por dia de descanso.
Com relação a René Descartes, diz-se popularmente que ele registrou em sua biografia os três sonhos que levaram ao Cogito cartesiano.
A última é a mais célebre e útil de todas as suas obras. No momento de sua morte, ele estava envolvido em um Dictionnaire universelle ecclésiastique. O elogio concedido aos jansenistas no Jugemens des savans trouxe para Baillet o ódio dos jesuítas, e sua Vie des saints, na qual ele faz críticas à questão dos milagres, acarretou algum escândalo. Sua Vie de Descartes é uma mina de informações sobre o filósofo e seu trabalho, derivado de numerosas fontes incontestáveis.

## Principais obras
- Jugement des savants sur les principaux ouvrages des auteurs, 1685–1686, 9 volumes
  - On-line na Gallica: (7 volumes)
  - On-line no Google Livros: volume 1, 1725 ; volume 3, 1725, volume 4, 1686; volume 5, 1722
- Des Enfants devenus célèbres par leurs études et par leurs écrits, 1688
- Des Satires personnelles, traité historique et critique de celles qui portent le titre d'Anti, 1689, 2 volumes
- Auteurs déguisés sous des noms étrangers, empruntés, supposés, faits à plaisir, chiffrés, renversés, retournés ou changés d'une langue en une autre, 1690
- Histoire de la Hollande, depuis la trêve de 1600, où finit Grotius, jusqu'à notre temps,, 1690, 4 volumes
- La vie de monsieur Descartes
  - Primeira edição, Paris, Hortemels, 1691 (no Wikisource: La Vie de M. Descartes ; no Gallica: vol. 1 e vol. 2). Essa famosa biografia, escrita quarenta anos após a morte do filósofo e contendo vários erros cronológicos, foi substituída pela versão resumida.[4]
  - La vie de monsieur Descartes: Suivi de Abrégé de la vie de M. Baillet, par Bernard de La Monnoye, Paris, Éditions des Malassis, 2012. Esta é a primeira republicação da obra; as publicações anteriores são reproduções fac-símile.[4]
  - La vie de Monsieur Descartes, introdução e anotação de Annie Bitbol-Hespériès, Les Belles Lettres, coleção Encre Marine, outubro de 2022. O texto original é reproduzido na íntegra com as notas de Baillet, complementadas pela anotação do editor. A introdução apresenta Adrien Baillet e sua biografia de Descartes. A ortografia foi modernizada. As variações na grafia de nomes próprios de pessoas e cidades são mencionadas. Uma seção iconográfica original de 16 páginas foi inserida entre as duas partes. Um índice suplementar foi adicionado ao extenso “Índice” de cada parte.
- La vie de mr. Des-Cartes. Réduite en abregé 1692
  - Vie de Monsieur Descartes, Paris, La Table Ronde, 1992
- Histoire des princes d'Orange de la maison de Nassau, 1692
- La vie d'Edmond Richer, 1693; 1714[5]
- Dévotion à la Vierge et le culte qui lui est dû, 1694
- Les vies des saints, composées sur ce qui nous est resté de plus authentique et de plus assuré dans leur histoire, 1701, 3 volumes (volume 9, 1739 ; vol. 10, 1739)
- Histoire des démêlés du pape Boniface VIII avec Philippe le Bel, roi de France, 1717
- Histoire des festes mobiles dans l'Église, suivant l'ordre des Dimanches & des Feries de la Semaine, Paris, Jean de Nully, 1703, 2 volumes ; vol. I: p. 580; vol. II: p. 799